# بتی مک‌کلوم
بتی لوئیز مک‌کلوم (به انگلیسی: Betty Louise McCollum) نمایندهٔ حوزه انتخابیه چهارم مینه‌سوتا از حزب دموکرات ایالات متحده آمریکا در مجلس نمایندگان ایالات متحده آمریکا است که برای نخستین‌بار در ۱۶ ژانویه ۲۰۰۱ میلادی به‌عضویت این مجلس درآمد.